# Аделхайд Мария фон Анхалт-Десау
Вижте пояснителната страница за други личности с името Аделхайд.
Аделхайд Мария фон Анхалт-Десау (на немски: Adelheid Marie Prinzessin von Anhalt-Dessau; * 25 декември 1833, Десау; † 24 ноември 1916, дворец в Кьонигщайн им Таунис) от фамилията Аскани, е принцеса от Анхалт-Десау и чрез женитба последната херцогиня на Насау (1851 – 1866) и велика херцогиня на Люксембург (1890 – 1905).

## Биография
Тя е голямата дъщеря на принц Фридрих Август фон Анхалт-Десау (1799 – 1864) и съпругата му принцеса Мария Луиза Шарлота фон Хесен-Касел (1814 – 1895), дъщеря на принц Вилхелм фон Хесен-Касел (1787 – 1867) и принцеса Луиза Шарлота Датска (1789 – 1864), сестра на датския крал Кристиан VIII.
По-малката ѝ сестра Батилдис (1837 – 1902) е омъжена на 30 май 1862 г. в Десау за принц Вилхелм фон Шаумбург-Липе (1834 – 1906).
Аделхайд Мария се омъжва на 23 април 1851 г. в Десау за херцог Адолф I фон Насау (* 24 юли 1817; † 17 ноември 1905), по-късно велик херцог на Люксембург, син на херцог Вилхелм I фон Насау (1792 – 1839) и принцеса Луиза фон Саксония-Хилдбургхаузен (1794 – 1825). Тя е втората му съпруга. Адолф е племенник на Вилхелм III Нидерландски (1817 – 1890), който няма мъжки наследник, и го наследява като велик херцог на Люксембург.
Херцогинята Аделхайд избира Кьонигщайн като нейна лятна резиденция. През 1858 г. нейният съпруг Адолф I фон Насау ѝ подарява там „Люксембургския дворец“, където тя е много уважавана.

## Деца
Аделхайд Мария и Адолф I имат пет деца:
- Вилхелм IV Александър (* 22 април 1852; † 25 февруари 1912), велик херцог на Люксембург

∞ на 21 юни 1893 г. в дворец Фишхорн за инфанта Мария Анна от Португалия (* 13 юли 1861; † 31 юли 1942), дъщеря на крал Мигел I Португалски и принцеса Аделхайд фон Льовенщайн-Вертхайм-Розенберг
- Фридрих (* 28 септември 1854; † 23 октомври 1855)
- Мария (* 14 ноември 1857; † 28 декември 1857)
- Франц Йозеф Вилхелм (* 30 януари 1859; † 2 април 1875)
- Хилда (* 5 ноември 1864; † 8 февруари 1952)

∞ на 20 септември 1885 г. в дворец Хоенбург за велик херцог Фридрих II фон Баден (* 9 юли 1857; † 9 август 1928), син на велик херцог Фридрих I фон Баден и принцеса Луиза Пруска